# Jonáš Zbořil
Jonáš Zbořil (* 27. května 1988) je český básník a rozhlasový redaktor.
Vystudoval češtinu a angličtinu na Pedagogické fakultě Univerzity Karlovy. Do prosince roku 2021 na Rádiu Wave, kde moderoval pořady On Air, Startér a literární pořad Liberatura (s Karolínou Demelovou). Od roku 2020 pracuje jako kulturní redaktor na serveru Seznam zprávy. Hraje a zpívá ve skupinách Steakhouse Orchestra a Sundays on Clarendon Road.
V roce 2013 vydal básnickou sbírku Podolí, za kterou byl nominován na Cenu Jiřího Ortena a Literu pro objev roku v rámci cen Magnesia Litera 2014.

## Dílo
- Podolí, 2013 – sbírka básní
- Nová divočina, 2020 – sbírka básní
- Flora, 2024 – próza